# Mimi Gibson
 Mimi Gibson est une actrice américaine de cinéma et de télévision, née le 19 octobre 1948 à Renton (Washington).

## Filmographie

### Cinéma
- 1951 : Corky of Gasoline Alley : Clovia
- 1951 : La Femme de mes rêves (I'll See You in My Dreams) : Irene à 3 ans
- 1952 : My Pal Gus : Judy
- 1953 : Un vol sans importance (A Slight Case of Larceny) : Mary Ellen Clopp
- 1953 : Sweethearts on Parade : Lou
- 1953 : La Madone gitane (Torch Song) : Susie
- 1954 : L'Égyptien (The Egyptian) : une princesse
- 1954 : La Joyeuse Parade (There's No Business Like Show Business) : Katy à 4 ans
- 1955 : Pavillon de combat (The Eternal Sea) : Mary Sue Hoskins
- 1955 : Lay That Rifle Down : Terry Fletcher
- 1955 : Le Doigt sur la gâchette (At Gunpoint) : Cynthia Clark
- 1956 : Le Fond de la bouteille (The Bottom of the Bottle) : Jeanie Martin
- 1956 : Les Dix Commandements (The Ten Commandments) : la petite fille de l'aveugle
- 1956 : Strange Intruder : Libby Carmichael
- 1956 : Rebel in Town : Lisbeth Ackstadt
- 1956 : Three for Jamie Dawn de Thomas Carr : Cindy Lorenz
- 1956 : World Without End : Ginny Jaffe
- 1957 : Fureur sur l'Oklahoma (The Oklahoman) : Louise Brighton
- 1957 : Le Pays de la haine (en) (Drango) : Ellen Bryant
- 1957 : L'aigle vole au soleil (The Wings of Eagles) : Lila Wead
- 1957 : The Monster That Challenged the World : Sandy McKenzie
- 1957 : Les Trois Visages d'Ève (The Three Faces of Eve) : Ève à 8 ans
- 1957 : Les Frères Rico (The Brothers Rico) : Mary Felici
- 1957 : Courage of Black Beauty : Lily Rowden
- 1957 : Les Sensuels (No Down Payement) : Sandra Kreitzer
- 1958 : La Péniche du bonheur (Houseboat) : Elizabeth Winters
- 1958 : Les Boucaniers (The Buccaneer) : Marjorie
- 1959 : The Remarkable Mr. Pennypacker : Elizabeth Pennypacker
- 1960 : I'll Give My Life : Jodie Bradford
- 1961 : Les 101 dalmatiens (One Hundred and One Dalmatians) : Lucky (voix)
- 1961 : La Rumeur (The Children's Hour) : Evelyn
- 1968 : Ramenez-le mort ou vif! (If He Hollers, Let Him Go!) : Marion

### Télévision
- 1952-1953 : Racket Squad (en) (série TV) : Sandy Lester
- 1954 : Public Defender (série TV) : Kathy
- 1955 : Soo This Is Hollywood (série TV) : Twinkle
- 1955 : Four Star Playhouse (série TV) : Julie
- 1955 : Letter to Loretta (série TV) : Mindy Morgan
- 1955 : The Great Gildersleeve (Série TV) : Susan
- 1955 : Alfred Hitchcock présente (série TV) : La première petite fille
- 1955 : Dr. Hudson's Secret Journal (en) (série TV) : Linda
- 1956 : The Adventures of Fu Manchu (série TV) : Maggie
- 1957 : Official Detective (série TV) : Barbara
- 1957-1958 : Highway Patrol (série TV) : Kathy Marshall / Debbie Tobin
- 1957-1958 : Zane Grey Theater (série TV) : Pattie Tapper / Beth Fraser
- 1958 : Playhouse 90 (Série TV) : Celeste / Debbie Clay
- 1959 : Tales of Welles Fargo (Série TV) : Julie
- 1959 : Whirlybirds (Série TV) : Wendy
- 1959 : The Rough Riders (Série TV) : Susan Eddiman
- 1959 : One Step Beyond (Série TV) : Ann Burton
- 1960 : Men into Space (en) (Série TV) : Jenny Rennish
- 1960 : The Rebel (Série TV) : Tildy Gain
- 1961 : Westinghouse Playhouse (Série TV) : Barbie McGovern
- 1961 : The Tall Man (série TV) : Judy Morton
- 1962 : Leave It to Beaver (série TV) : Mary Tyler
- 1966-1967 : Mes trois fils (My Three Sons) (série TV) : Carol / Ellie